# 올 캡스

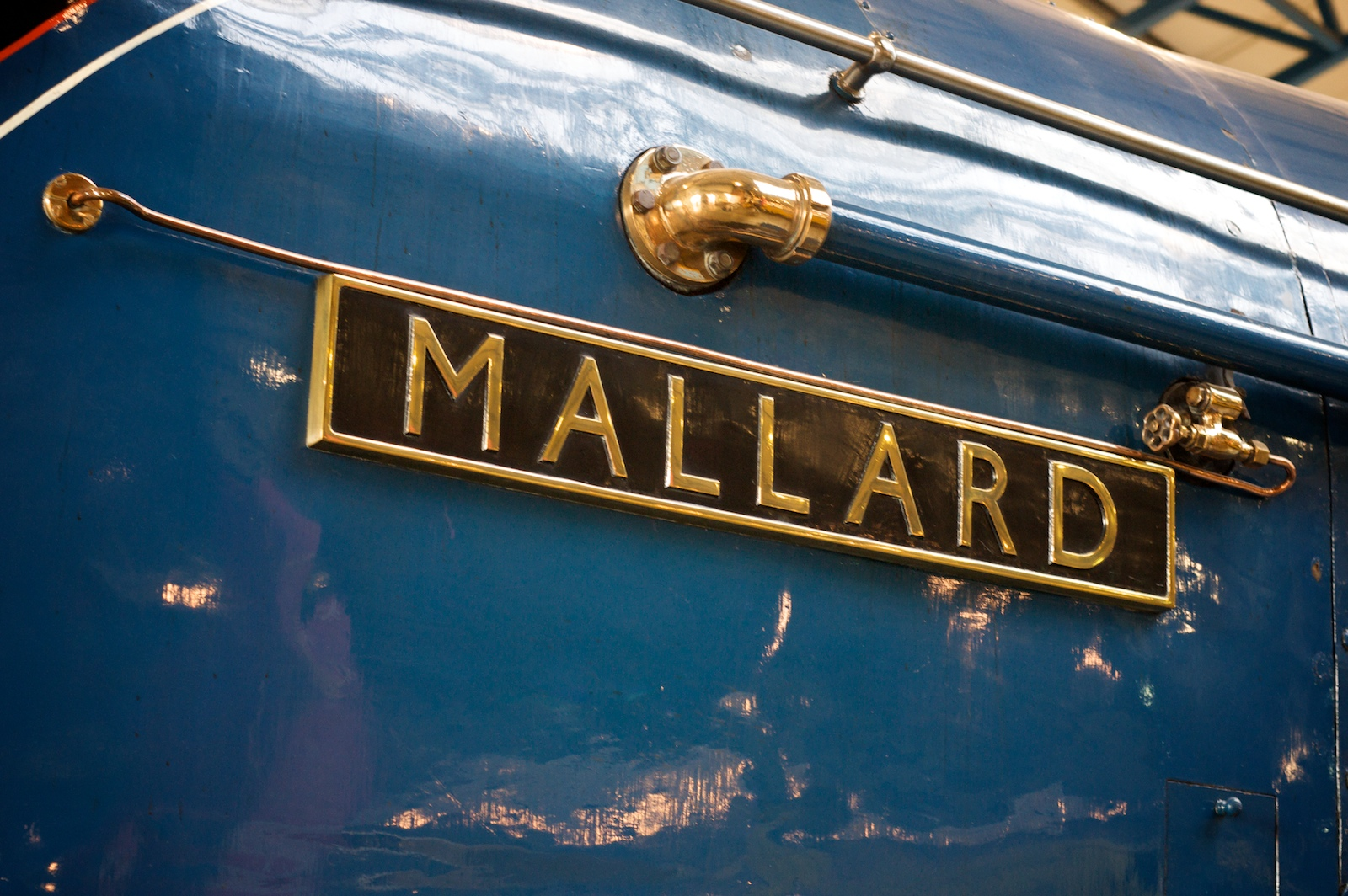

올 캡스(all caps) 또는 모두 대문자는 타이포그래피에서 온전히 대문자로만 구성된 텍스트나 글꼴에는 소문자가 없는 대문자가 포함된다. (예: THIS TEXT IS IN ALL CAPS) 올 캡스 텍스트는 법률 문서, 광고, 신문 헤드라인, 책 표지 제목에서 볼 수 있다. 대문자로 된 짧은 단어 문자열은 대소문자 혼합보다 더 굵고 "더 크게" 나타나며, 이는 때때로 "비명"(screaming) 또는 "고함"(shouting)이라고도 한다. 올 캡스는 주어진 단어가 두문자어임을 나타내는데 사용될 수도 있다.
올 캡스 텍스트의 가독성에 대한 연구가 수행되었다. 20세기 이후의 과학적 테스트에 따르면 일반적으로 모든 대문자 텍스트는 소문자 텍스트보다 가독성이 떨어지는 것으로 나타났다. 또한 올 캡스로 전환하면 문화적인 이유로 텍스트가 어색하고 불쾌하게 보일 수 있다. 왜냐하면 화자가 소리를 지르고 있음을 나타내기 위해 전사된 음성에서 종종 올 캡스가 사용되기 때문이다. 올 캡스 텍스트는 만화책뿐만 아니라 대소문자를 전혀 나타내지 않는 오래된 텔레프린터 및 무선 전송 시스템에서도 흔히 볼 수 있다.
전문 문서에서 올 캡스 텍스트에 대해 일반적으로 선호되는 대안은 키 이름이나 약어를 강조하기 위해 작은 대문자를 사용하거나 이탤릭체 또는 (드물게는) 굵은 글씨를 사용하는 것이다. 또한 모든 대문자를 사용해야 하는 경우 문자 사이의 간격을 포인트 높이의 약 10%만큼 약간 넓히는 것이 일반적이다. 이러한 방식을 추적 또는 문자 간격이라고 한다. 일부 디지털 글꼴에는 이러한 목적을 위한 대체 간격 측정법이 포함되어 있다.

## 같이 보기
- Caps Lock 키
- 카멜 표기법
- 대소문자
- Shift 키
- 작은 대문자
- 단일형 문자
- 언셜체